# Grussi
I grussi (o grusi) sono una popolazione nomade presente soprattutto tra Burkina Faso, Ghana settentrionale e Togo, dedita soprattutto alla coltivazione di mais e miglio. La società è organizzata secondo precisi sistemi gerarchici,e i rapporti tra i vari clan avvengono soprattutto in occasione di matrimoni o cerimonie religiose. Utilizzano una lingua appartenente al ceppo delle lingue gur, del gruppo idiomatico Niger-Congo.